# Gilby Clarke
Gilby Clarke (ur. 17 sierpnia 1962 w Cleveland, Ohio) – amerykański gitarzysta, znany przede wszystkim jako gitarzysta rytmiczny w Guns N’ Roses. Zanim dołączył do zespołu Axla Rose’a grał w takich zespołach jak Candy i Kill for Thrills. W Guns N’ Roses grał w latach 1991–1994, zastąpił Izzy’ego Stradlina. Brał udział w dwuletniej trasie koncertowej "Use Your Illusion" promującą dwa albumy o tej nazwie (nagrane jeszcze z udziałem Stradlina). Następnie był współautorem przedostatniej płyty Guns N’ Roses The Spaghetti Incident?. W 1994 roku z pomocą wszystkich członków zespołu nagrał swoją pierwszą solową płytę Pawnshop Guitars. Po rozstaniu z zespołem kontynuował karierę solową wydając kolejno płyty: The Hangover (1997), Rubber (1998) i Swag (2002). Udzielał się również w projektach Slash’s Snakepit i Col. Parker. Obecnie kontynuuje karierę solową.
W 2006 roku muzyk wziął udział w reality show Rock Star: Supernova emitowanym na antenie stacji telewizyjnej CBS. Clarke wraz z uczestnikami audycji basistą Jasonem Newstedem, perkusistą Tommym Lee, wokalistą i gitarzystą Lukasem Rossim utworzył zespół pod nazwą Rock Star Supernova. Muzyk nagrał wraz z grupą jedyny album tejże formacji – Rock Star Supernova, który trafił do sprzedaży w 2006 roku. Dwa lata później grupa została rozwiązana.